# هارييت صوفيا كوب
هارييت صوفيا كوب (بالإنجليزية: Harriet Sophia Cobb)‏ هي مصورة نيوزيلندية، ولدت في 10 فبراير 1846 في Winfarthing ‏ في المملكة المتحدة، وتوفيت في 18 ديسمبر 1929 في أوتاهوهو في نيوزيلندا.